# YZ Ceti

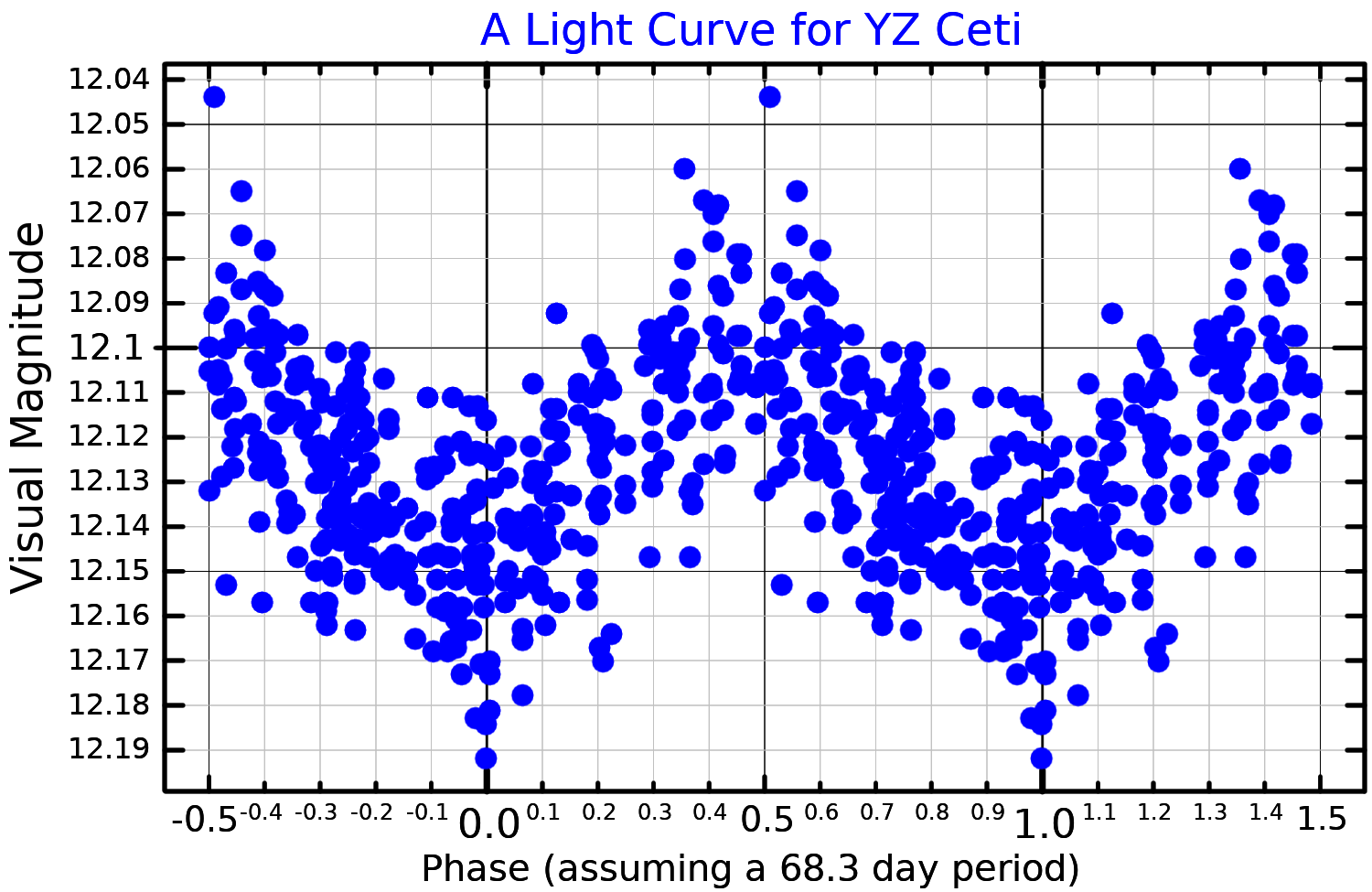
Lichtkromme van YZ Ceti

YZ Ceti is een rode dwerg (een M4.0Ve hoofdreeksster) in het sterrenbeeld Cetus op 12,12 lichtjaar van de zon.
De ster staat ongebruikelijk dicht bij Tau Ceti, een gele dwerg. de twee staan slechts 1,6 lichtjaar van elkaar af.